# Nonna Murawjowa
Nonna Aleksandrowna Murawjowa (ros. Нонна Александровна Муравьёва; ur. 1906 w Kamience w guberni kostromskiej, zm. 1986 w Moskwie) – radziecka polityk, działaczka partyjna.

## Życiorys
Od 1926 w WKP(b), w 1938 ukończyła Akademię Przemysłową, w 1938–1939 była dyrektorem fabryki "Sierp i Mołot", w 1939–1944 zastępcą ludowego komisarza przemysłu lekkiego RFSRR, a 1944–1946 dyrektorem Instytutu Naukowo-Badawczego Włókien Łykowych.
W 1946–1952 przewodnicząca KC Związku Robotników Przemysłu Tekstylnego, od 21 kwietnia 1952 do 12 grudnia 1961 minister ubezpieczeń społecznych RFSRR, od 25 lutego 1956 do 30 marca 1971 członkini Centralnej Komisji Rewizyjnej KPZR, a od 31 października 1961 do 29 marca 1966 przewodnicząca tej komisji. W 1961–1966 przewodnicząca Komisji Ustalania Osobistych Emerytur przy Radzie Ministrów ZSRR, od lipca 1966 członkini Komitetu Kontroli Partyjnej przy KC KPZR, od 1974 na emeryturze. Odznaczona Orderem „Znak Honoru” (20 lipca 1940). Pochowana na Cmentarzu Nowodziewiczym w Moskwie.